# ويليام كالفرت
ويليام كالفرت (بالإنجليزية: William Calvert)‏ هو سياسي أسترالي، ولد في 14 فبراير 1871، وتوفي في 8 يونيو 1942.